# Metura
Metura é um gênero de mariposa pertencente à família Acrolophidae.